# Corn da Mürasciola
Corn da Mürasciola är en bergstopp i Schweiz.   Den ligger i regionen Bernina och kantonen Graubünden, i den östra delen av landet, 210 km öster om huvudstaden Bern. Toppen på Corn da Mürasciola är 2 819 meter över havet, eller 139 meter över den omgivande terrängen. Bredden vid basen är 1,2 km.
Terrängen runt Corn da Mürasciola är bergig söderut, men norrut är den kuperad. Runt Corn da Mürasciola är det ganska glesbefolkat, med 38 invånare per kvadratkilometer.. Närmaste större samhälle är Poschiavo, 9,4 km söder om Corn da Mürasciola. 
Trakten runt Corn da Mürasciola består i huvudsak av gräsmarker.